# Goundampalayam
Goundampalayam es una ciudad y municipio situada en el distrito de Coimbatore en el estado de Tamil Nadu (India). Su población es de 83908 habitantes (2011). Se encuentra a 6 km de Coimbatore.

## Demografía
Según el censo de 2011 la población de Goundampalayam era de 83908 habitantes, de los cuales 42351 eran hombres y 41557 eran mujeres. Goundampalayam tiene una tasa media de alfabetización del 89,88%, superior a la media estatal del 80,09%: la alfabetización masculina es del 93,10%, y la alfabetización femenina del 86,62%.